# Гонятичі (Польща)
Гоня́тичі (пол. Honiatycze / Гоняти́че) — село в Польщі, у гміні Вербковичі Грубешівського повіту Люблінського воєводства. Населення — 193 особи (2011).

## Назва
На думку мовознавиці Галини Вишневської, назва села може походити від дохристиянського імені Гонята.

## Історія
У 1975—1998 роках село належало до Замойського воєводства.

## Населення
Демографічна структура станом на 31 березня 2011 року:
|          | Загалом | Допрацездатний вік | Працездатний вік | Постпрацездатний вік |
| -------- | ------- | ------------------ | ---------------- | -------------------- |
| Чоловіки | 96      | 11                 | 67               | 18                   |
| Жінки    | 97      | 13                 | 51               | 33                   |
| Разом    | 193     | 24                 | 118              | 51                   |